# Dværgrethval
Dværgrethvalen (Caperea marginata) er en bardehval. Det er den eneste art indenfor slægten caperea, der tillige er den eneste slægt indenfor familien dværgrethvaler. Den måler 5,5-6,5 m og vejer 3-3,5 t. Dens føde består af krebsdyr.